# Obwarzanek

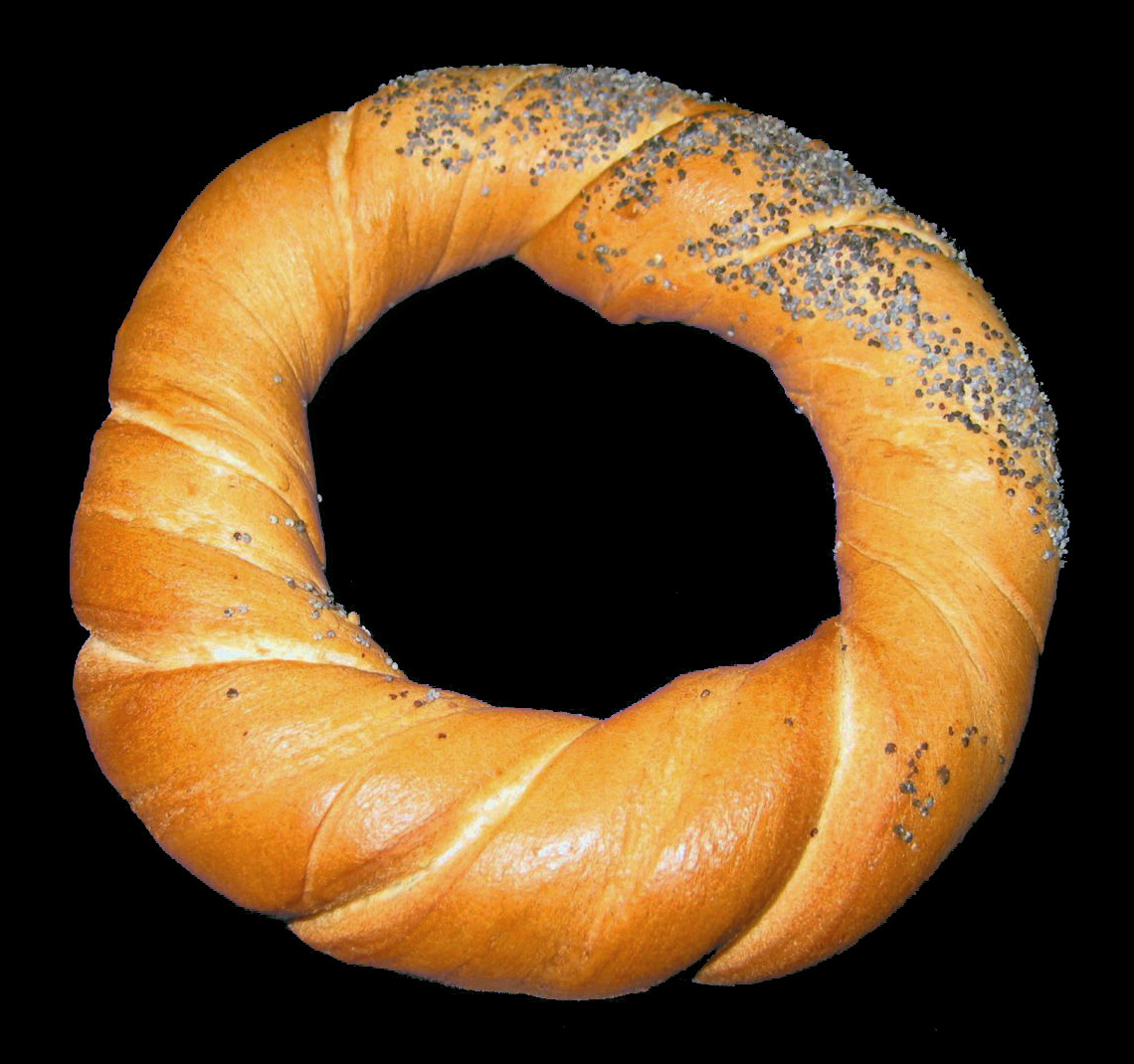
Obwarzanek

Der Obwarzanek (Plural: obwarzanki) ist eine polnische Backspezialität, die ihre Heimat in Krakau hat. Das ringförmige Brotgebäck blickt auf eine lange Geschichte zurück und zeichnet sich durch eine Reihe besonderer Merkmale aus.

## Beschreibung
Hergestellt wird ein Obwarzanek, indem zwei oder drei parallele Hefeteigstränge umeinander gedreht werden. Die Enden der hierbei entstehenden dicken Teigkordel werden zu einem Ring verbunden, dessen Verflechtungen auch nach dem Backen sichtbar bleiben. Anschließend wird der Teigring mehrere Minuten lang in kochendem Salzwasser blanchiert. Hiervon leitet sich auch der Name des Backwerks ab (polnisch obwarzyć/obwarzać = abkochen, brühen). Schließlich wird der Ring – meist nur auf einer Seite – mit grobkörnigem Salz, Mohn oder Sesam bestreut und gebacken. Obwarzanki haben einen Durchmesser von etwa 12–17 cm, sind 3–4 cm dick und wiegen 120–200 g. Sie werden überwiegend in Handarbeit produziert.

## Geschichte
Obwarzanki stammen aus Krakau und gehören zu den Backwerken mit jahrhundertealter Tradition. Erstmals schriftlich erwähnt wurden sie am 2. März 1394 in einem Rechnungsdokument des polnischen Königshofes unter König Władysław II. Jagiełło. Ein Privileg von König Jan Olbracht aus dem Jahre 1496 schränkte die Herstellung von Obwarzanki auf Krakau und die Krakauer Bäcker ein.
Seit dem 28. November 2006 steht der Obwarzanek krakowski als Krakauer Traditionsprodukt auf der polnischen Liste traditioneller Produkte, seit 2010 ist er EU-weit eine geschützte geografische Angabe. In Krakau sind frische Obwarzanki überall im Straßenverkauf erhältlich.

## Obwarzanek und ähnliche Backwerke
Ebenfalls aus Krakau stammt der Bagel (Bajgiel), der seit dem 17. Jahrhundert bezeugt ist und zur jüdischen Backtradition gehört. Auch Bagels sind ringförmige Backwaren, im Unterschied zu Obwarzanki sind sie jedoch nicht gedreht, haben einen kleineren Durchmesser und sind von weicherer Konsistenz.
Auch die in Russland und der Ukraine verbreiteten Bubliki gehen vermutlich auf Krakauer Ursprünge zurück. Sie sind von ähnlicher Größe wie Obwarzanki, jedoch nicht gedreht. Eng verwandt mit Bagels und Bubliki sind die kleineren polnischen Obwarzanki odpustowe, kringelförmige Brötchen, die in der Kirchweihtradition eine Rolle spielen.